# The Bravados
 The Bravados és una pel·lícula estatunidenca dirigida per Henry King i estrenada el 1958.

## Argument
El cowboy Jim Douglass acorrala els quatre criminals que han violat i han assassinat la seva dona. Els troba quan han estat empresonats pel xèrif d'una petita ciutat. A punt de ser penjats, els bandits aconsegueixen escapar-se gràcies a l'ajuda d'un còmplice. Els habitants i Jim es llancen a la seva persecució. Després d'haver-ne abatut tres, neutralitzat pel quart, s'adona que no eren els assassins, i que s'havia deixat en realitat manipular pel culpable.

## Repartiment
- Gregory Peck: Jim Douglass
- Joan Collins: Josefa Velarde
- Stephen Boyd: Bill Zachary
- Albert Salmi: Ed Taylor
- Henry Silva: Lujan
- Kathleen Gallant: Emma Steimmetz
- Barry Coe: Tom
- George Voskovec: Gus Steimmetz
- Herbert Rudley: el xèrif Sanchez
- Lee Van Cleef: Alfonso Parral
- Andrew Duggan: el sacerdot
- Ken Scott: Primo, l'adjunt del xèrif
- Gene Evans: John Butler
- Jack Mather: Quinn, el ferrer
- Joe Derita: Simms, el fals botxí
- Jason Wingreen: l'empleat de l'hotel
- Juan García: el guarda del pas
- Robert Griffin: el banquer Loomis
- I la coral dels Niños Cantores de Morelia

## Premis
- National Board of Review 1958: Albert Salmi, Premi al millor actor secundari.